# Yim Wing Chun
Yim Wing-chun, 嚴詠春T, 严咏春S, Yán YǒngchūnP (ca. 1700), è stata un'artista marziale cinese, unica allieva di Ng Mui che, secondo la leggenda, sarebbe il primo maestro dello stile che porta il suo nome.
Nascose e ospitò la monaca Ng Mui fuggita dal tempio di Shaolin che, in cambio del favore, insegnò alla giovane Yim l'arte del Kung-Fu nello stile Wing chun.
Dopo alcuni anni dal massacro del tempio di Shaolin la ragazza venne promessa in sposa ad un giovane figlio di nobili locali, ella non voleva concedere la propria mano al ragazzo e decise, in accordo con il padre, di concedersi a lui soltanto a patto che il giovane la sconfiggesse nelle arti marziali.
Dal combattimento uscì vincitrice Yim, che però, eccedendo troppo nel combattimento, finì per uccidere il giovane promesso e fu costretta a fuggire nel nord della Cina dove dopo anni di vagabondaggio trasmise la sua arte a Leung Bok-chau.